# Build & Destroy: The Lost Sessions Part 1
Build & Destroy is een album uitgebracht door Royce Da 5'9" bij Trouble Records op 29 juli, 2003.

## Track listing
1. Duck Down (2:50)
2. I Won't Be (3:03)
3. Lights Out (2:37)
4. State Your Name (4:01)
5. Trouble (4:28)
6. We Ridin' (2:12)
7. Make Money (All We Wanna Do) (3:26)
8. Feels Good (4:39)
9. We're Live (Danger) (4:04)
10. U Don't Know Me (4:01)
11. King of Detroit (4:07)
12. Life Goes On (3:11)
13. Spit Game (2:17)
14. What Would You Do? (4:39)
15. In the Presence of Wolves (4:10)
16. Heartbeat(3:13)
17. War (3:34)
18. Make This Run (5:00)
19. Take Me Away (3:24)
20. Malcolm X (D12 Diss) (5:25)